# 小栗左多里
小栗 左多里（おぐり さおり、1966年12月10日 - ）は、日本の漫画家。岐阜県関市出身。岐阜県立加納高等学校美術科、多摩美術大学グラフィックデザイン学科卒業。
1995年、少女漫画誌『コーラス』（集英社）にて『空に真赤なモノレール』でデビュー。夫のトニー・ラズロとの結婚生活を描くコミックエッセイ『ダーリンは外国人』シリーズで有名である。現在、一児の母。好きな食べ物は寿司とマスクメロン。
漫画家になる以前はお笑いフリーペーパーのライターをしていたということで、2012年1月17日放送の『ネプ&イモトの世界番付』に出演した際、「フローレンス時代の原田泰造と堀内健にインタビューをした事がある」と語っていた。
2012年、ドイツのベルリンに移住。

## 作品
- おねがい神様（1998年、集英社）
- この愛のはてに（2000年、集英社）
- まじょてん―魔女と天使のラブマジック 全2巻（集英社、ヤングユーコミックス）
  1. ISBN 4088645367（2001年）
  2. ISBN 408864543X（2001年）
- フォレスト・フラワー（2001年、集英社）
- ダーリンは外国人シリーズ
  1. ダーリンは外国人（2002年、メディアファクトリー）
  2. ダーリンは外国人2（2004年、メディアファクトリー）
  3. ダーリンの頭ン中（トニー・ラズロと共著、2005年、メディアファクトリー）
  4. ダーリンは外国人 with Baby（トニー・ラズロと共著、2008年、メディアファクトリー）
  5. めづめづ 京都（トニー・ラズロと共著、2008年、メディアファクトリー）
  6. ダーリンの頭ン中2（トニー・ラズロと共著、2010年、メディアファクトリー）
  7. ダーリンは外国人 ベルリンにお引越し（トニー・ラズロと共著、2014年、メディアファクトリー）
  8. ダーリンは外国人 まるっとベルリン3年め（トニー・ラズロと共著、2016年、メディアファクトリー）
  9. ダーリンの東京散歩: 歩く世界（トニー・ラズロと共著、2018年、小学館）

- 英語ができない私をせめないで! - I want to speak English!（2004年、大和書房。文庫本は2006年発売）
- こんな私も修行したい!精神道入門（2004年、幻冬舎）
  - プチ修行（2007年、幻冬舎文庫）
- カナヤコ（2004年、メディアファクトリー）
- トニー流幸せを栽培する方法 画のみ（2005年、ソフトバンククリエイエィブ株式会社）
- さおり&トニーの冒険紀行シリーズ
  1. ハワイで大の字 - さおり&トニーの冒険紀行（2005年、ソニー・マガジンズ）
  2. イタリアで大の字 - さおり&トニーの冒険紀行（2007年、ヴィレッジブックス）
  3. オーストラリアで大の字 - さおり&トニーの冒険紀行（2009年、ヴィレッジブックス）
  4. フランスで大の字 - さおり&トニーの冒険紀行（2011年、ヴィレッジブックス）
  5. タイで大の字 - さおり&トニーの冒険紀行（2014年、ヴィレッジブックス）
- 料理本 
  1. 母に習えばウマウマごはん（2005年、ヴィレッジブックス）…母、小栗一江との共書。
  2. かんたん!勝負ごはん（2005年、ヴィレッジブックス）料理／小栗一江、トニー・ラズロ

## テレビ出演
- ライオンのごきげんよう（2010年5月7日、フジテレビ）
- ネプ&イモトの世界番付（2012年1月17日、2月19日、日本テレビ）